# Daglfing (Gemeinde)
Die Gemeinde Daglfing war von 1818 bis 1930 eine selbständige politische Gemeinde östlich von München. 1930 wurde sie nach München eingemeindet. Namensgebend war der Ort und heutige Münchner Stadtteil Daglfing.

## Geschichte

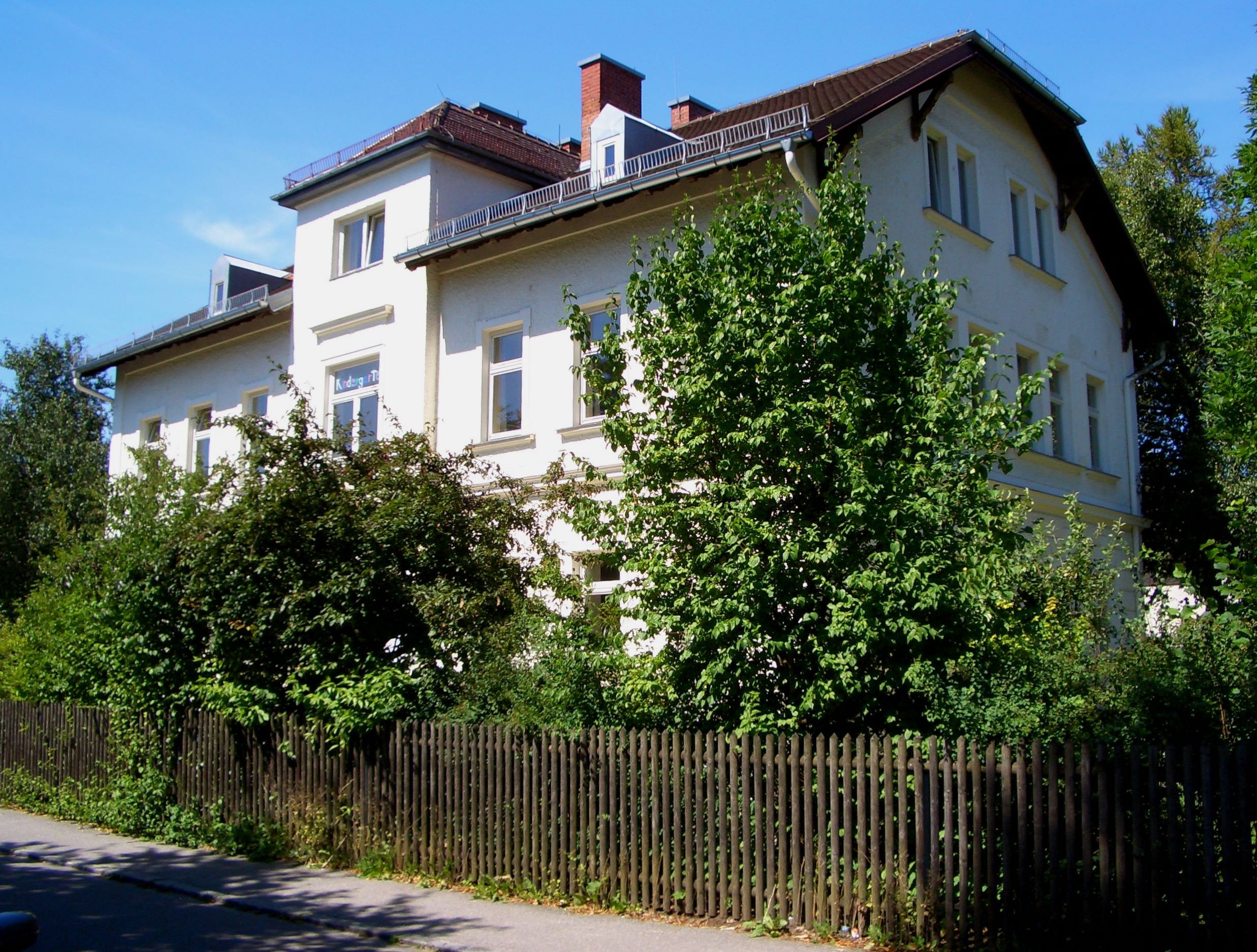
Ehemalige Gemeindeschule in Englschalking, heute Kindergarten

Bei der Gemeindebildung in Bayern 1818 wurde aus mehreren Orten, die zu klein für die Bildung einer eigenen Gemeinde waren, die Gemeinde Daglfing gebildet. Die Gemeindebildung ist nicht ganz geklärt, so unterscheiden sich die Verzeichnisse vom 5. Juli 1818 und von 1820, was den Umfang der Gemeinde angeht. Ab 1820 umfasste die Gemeinde Daglfing die vier Dörfer Daglfing, Englschalking, Johanneskirchen, Zamdorf, den Weiler Denning und die Einöde Steinhausen. Zuvor hatte Zamdorf mit Steinhausen und Denning die eigenständige Gemeinde Zamdorf gebildet.
Die Gemeinde Daglfing war nur ein loser Zusammenschluss relativ eigenständiger Dörfer, die eigene Ortsvertretungen hatten und sich teilweise eher nach anderen Nachbargemeinden hin orientierten als nach dem für die Gemeinde namensgebenden Ort Daglfing. Dieser war auch nicht der wichtigste Ort der Gemeinde, das wurde zunehmend der auch geographisch zentraler gelegene Ort Englschalking, in dem 1896 die Gemeindeschule errichtet wurde. Es gab mehrere Versuche von Dörfern, aus der Gemeinde Daglfing herausgelöst zu werden. Während ein Umgemeindungsantrag von Denning nach Bogenhausen (1873) und von Johanneskirchen nach Oberföhring (1893) von den zuständigen Behörden abgelehnt wurde, gelang es Zamdorf und Steinhausen 1875, der Gemeinde Berg am Laim zugeordnet zu werden.
1911 stellte die Gemeinde Daglfing ihren ersten Antrag zur Eingemeindung nach München, der jedoch nicht zum Erfolg führte. Erst am 1. Januar 1930 erfolgte die Eingemeindung der Orte Daglfing, Englschalking und Johanneskirchen nach München. Denning bestand zunächst als eigenständige Ortschaft und damit als Körperschaft des öffentlichen Rechts weiter; die Ortschaft wurde erst am 1. Dezember 1930 aufgelöst.
Der letzte Bürgermeister der Gemeinde Daglfing war von 1900 bis 1930 Wilhelm Flaschenträger (1866–1930), Besitzer einer Ziegelei in Englschalking. Er war ein großer Befürworter der Eingemeindung nach München. Sechs Monate nach dieser Eingemeindung verstarb er und wurde auf dem Englschalkinger Friedhof bei St. Nikolaus beigesetzt. Die östlich an Kirche und Friedhof vorbeiführende Straße wurde noch im selben Jahr nach ihm benannt.
Bereits vor der Eingemeindung nach München erlebte die Gemeinde Daglfing in den 1920er Jahren einen großen Bevölkerungszustrom. Es entstanden die Denninger Kolonie, die Obermaiersche Kolonie und die Kolonien an der Daglfinger Straße und an der Oberschlesischen Straße. Im Johanneskirchener Moos entstanden wilde Siedlungen. Die großen Freiflächen der Gemeinde boten auch nach der Eingemeindung noch genügend Platz für weitere Siedlungen wie die Gartenstadt Johanneskirchen, den Cosimapark und den Fideliopark.

## Karten

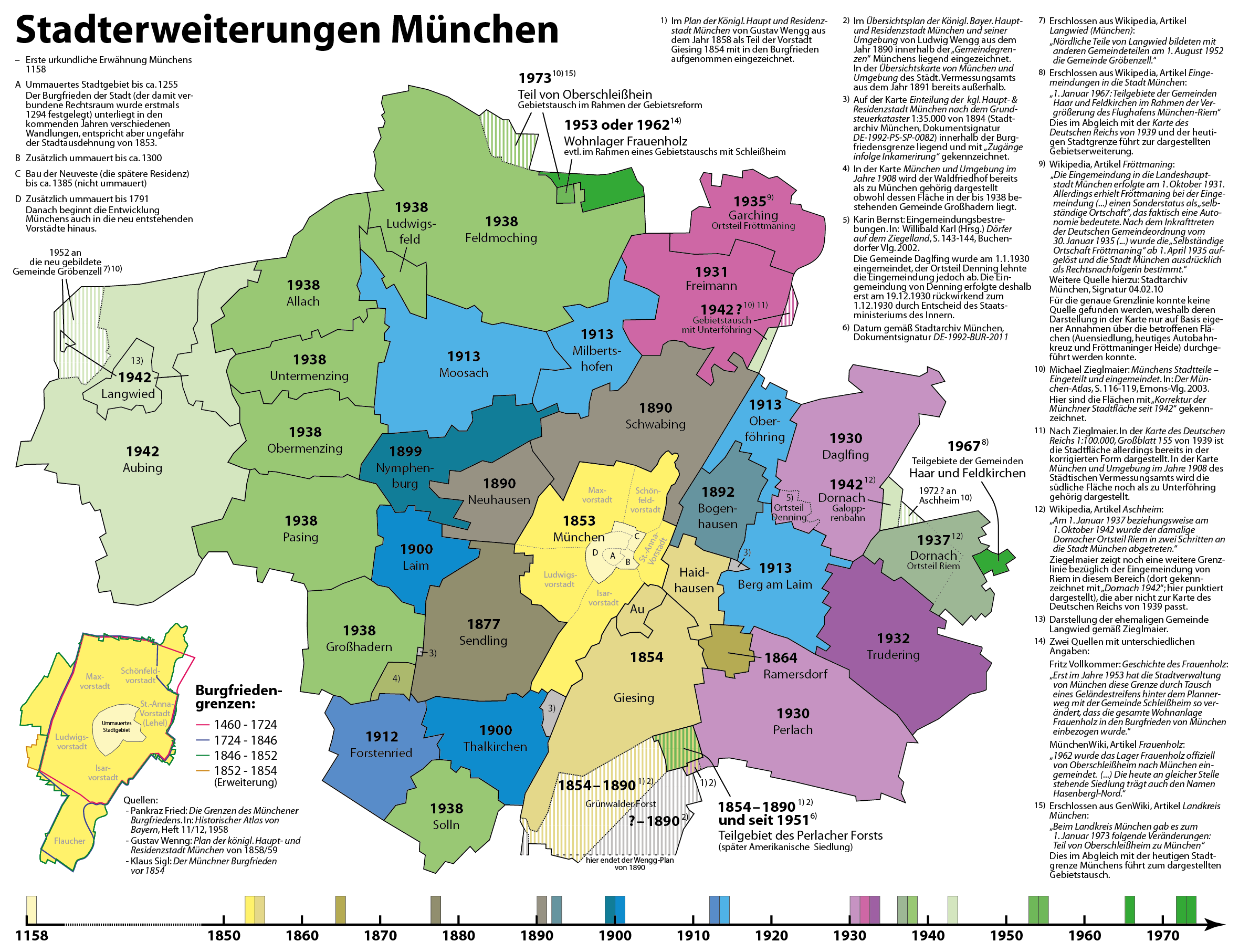
Daglfing: 1930 nach München eingemeindet
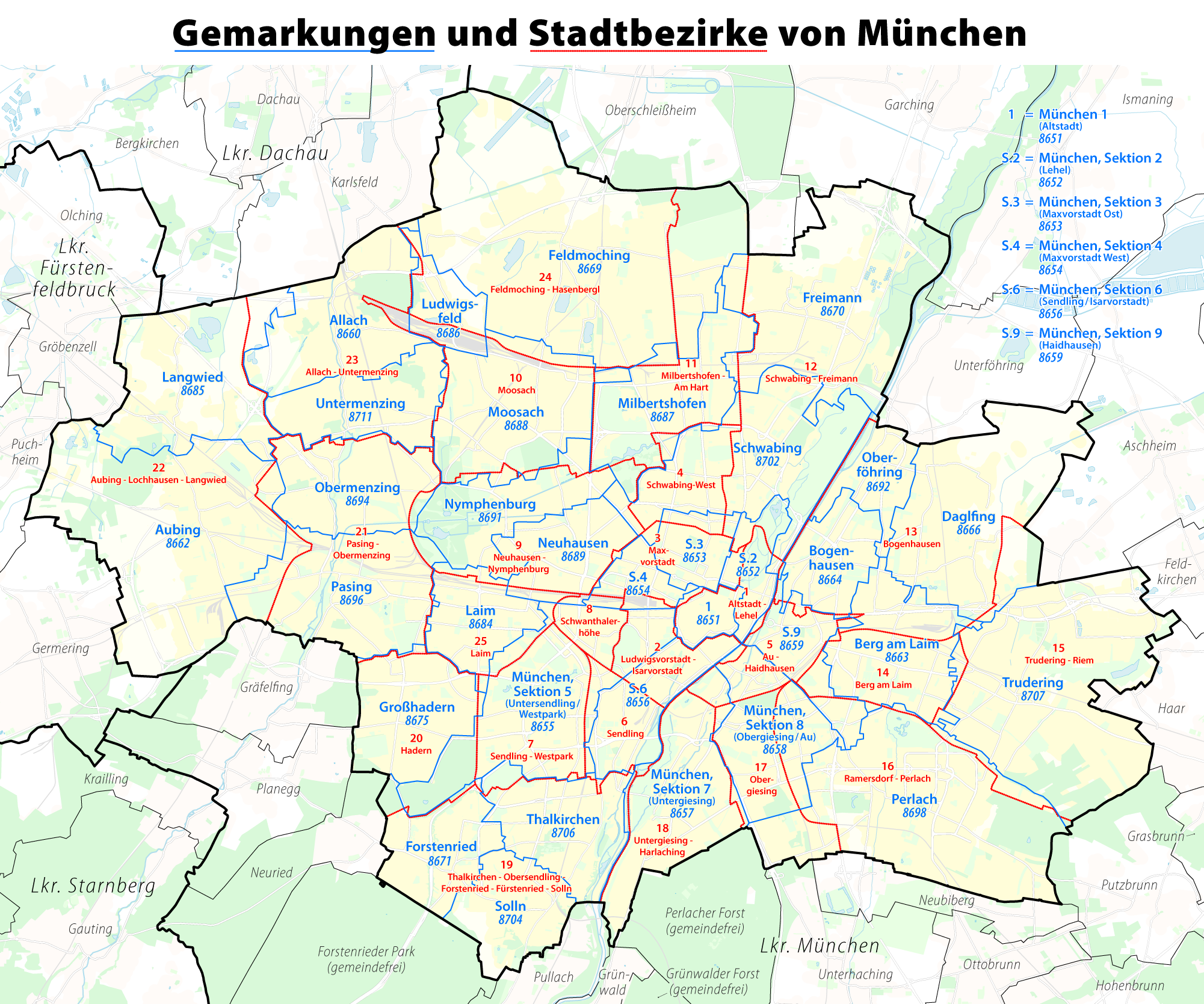
Die heutige Gemarkung 8666 innerhalb Münchens